# Misha Sydorenko
Mykhaylo Sydorenko dit Misha Sydorenko, (en ukrainien : Михайло Сидоренко) est un artiste peintre ukrainien et français né le 13 juin 1973 à Lviv en Ukraine.

## Biographie
Né le 13 juin 1973 en Ukraine, Misha Sydorenko vit et travaille à Paris. Il est diplômé de l'Académie nationale des Arts de Lviv en 1999.
Depuis 2006, il expose son travail lors d'expositions personnelles et collectives : à la galerie Schwab Beaubourg à Paris, à la banque Crédit mutuel, à l’Ambassade d'Ukraine en France, au Musée national de Lviv, à l'Armor-Lux, dans des salons comme Art Capital (Comparaisons), Figuration Critique, le Salon d’automne. En 2016, la plus grande exposition personnelle du peintre a été organisée à la Galerie nationale d'art de Lviv. La rétrospective du travail de l'artiste a eu lieu dans le salon de Vieux Colombier de la Mairie du 6e arrondissement de Paris en 2022.
En 2021, les éditions Lelivredart lui consacrent une  monographie.
Certifié par l'organisme de référencement et de cotation des artistes peintres I-CAC, il est sociétaire de la Fondation Taylor, membre de la Maison des artistes et ADAGP.
Son travail est représenté dans les collections publiques comme : la Galerie nationale d'art de Lviv (Ukraine), le Musée des Avelines (France), le Musée ukrainien à New York (États-Unis), Université La Salle (Pennsylvanie) (États-Unis), le Musée national de Lviv (Ukraine) et dans des collections privées : France, Suisse, Luxembourg, Hollande, Espagne, Belgique, Grande-Bretagne, États-Unis, Australie, Chine, Ukraine.

## Œuvre
La peinture de Sydorenko est figurative et se caractérise par le coup de pinceau énergique, l'application d'empâtements de peinture et une palette assez intense. Les traits gestuels de son œuvre se rapprochent de l'expressionnisme et parfois de l'abstraction. Ses sujets de prédilection sont le paysage, le portrait et la composition figurative, traités de manière égale, et toujours à grand renfort d'empâtements, qui sont la marque de son style.
« Paysagiste lyrique, {il} peint l’innombrable étendue du corps féminin. Il ne fouille jamais sa psychologie improbable… Il peint l’enveloppante peau diffuse, les poses de hasard, la mouvante enveloppe corporelle. ». L'atmosphère, l'humeur, l’émotion jouent un rôle important dans ses tableaux. Ses « peintures sont comme une poésie. ».
Sur le plan technique, Sydorenko utilise à la fois des pigments et de la poudre de marbre. Il ajoute notamment, dans sa térébenthine, des cristaux de dammar qui donnent une glaçure cristalline à la couche de peinture, due à la réfraction de la lumière. Sydorenko mélange ses pigments avec de l'huile déjà en cours de travail, et y incorpore de la poudre pour épaissir la texture de sa peinture. Celle-ci, très en matière, gagne en relief. Il travaille tour à tour au pinceau, à la spatule et use également de ses doigts. Il aime souligner les lignes principales des rythmes, avec des battements et des éclaboussures. « Cependant, en dehors du sujet de la peinture, la recherche de la lumière au sens propre et figuré reste pour moi cruciale. [...] L'émotion, l'atmosphère de l'œuvre - c'est l'essentiel. L'art doit donner de l'espoir. » a-t-il dit dans une interview pour le journal ukrainien Le jour.

## Réception critique
L’historien de l’art Robert Fohr écrit sur les thématiques dominantes et références des tableaux de l’artiste : « Misha Sydorenko, malgré ses références figuratives et sa grande culture visuelle, n’est pas un artiste académique, du tout. […] {Le style de son œuvre est caractérisé de} ce que les Italiens appelaient « pittura di tocco », une manière de peindre libre faisant ressortir le travail du pinceau et les qualités expressives de la matière. […] Daumier, Monet, Moreau, Monticelli, Sérusier et Bonnard, tels sont les noms qui me venaient à l’esprit […] mais aucune de ces connivences toutefois ne rendait compte de la poésie émanant d’une vision lyrique de la nature, d’une appréhension mystérieusement érotique du corps féminin, d’une empathie avec les visages, qui sont propres à l’artiste. […] Je me suis notamment arrêté devant les différentes versions de « Fontaine Médicis » pour scruter quelque chose de très difficile en peinture, le rendu du reflet de la pierre et des frondaisons dans un miroir d’eau. [...] {Ainsi que} les nus, tels « Les Fleurs du Mal » ou « La Grâce », dans leur relation complexe, distendue, avec ceux de Bonnard ou encore, pour certains, d’œuvres expressionnistes, en particulier d’Edvard Munch et d’Emil Nolde. Dans tout cela je n’ai pas vu un suiveur mais un peintre singulier, tant il est vrai que la création artistique, tantôt inconsciemment, tantôt de manière délibérée, se nourrit de l’histoire de l’art. ».
Le critique d'art Christian Noorbergen revient, dans l’ouvrage monographique, à propos du style de l'artiste peintre : « Parfois proche, dans ses sources profondes de Édouard Vuillard ou de Pierre Bonnard, voire des Fauves, il se sent proche d’un impressionniste incandescent ou d’un expressionnisme sensualisé. La peinture abstraite n’est pas très éloignée, quand la picturalité de sa toile se dissocie du sujet peint. La densité de matière, travaillée à cœur, peut rappeler Eugène Leroy, et ses profondeurs chargées.».
Dans le magazine d'art contemporain Univers des Arts, le critique d'art Thibaud Josset écrit : « Misha Sydorenko est un artiste à l’écriture intemporelle et universelle. Son approche de l’histoire des arts dans laquelle il inscrit sa création avec autant de passion que de justesse, le classe dans une catégorie d’artistes à part, qui portent au front la couronne des individus-rois de leur univers en même temps que la modeste marque des serviteurs dévoués de l’art. [...]  Ainsi brille dans son sommeil le pouvoir des images et des mots ; il élève, soigne et préserve le réel qui compte et qui souffre, lui que les réalités laides ne peuvent sous sa protection abaisser, blesser ni effacer éternellement. L’artiste avec son grand souffle est là pour le raviver. ».
Commentant l’une de ses expositions, le quotidien Ouest France observe : « L’artiste a la facture énergique, la pâte épaisse. Il travaille la texture, la matière, utilise des touches successives pour donner plus de relief à ses tableaux.».

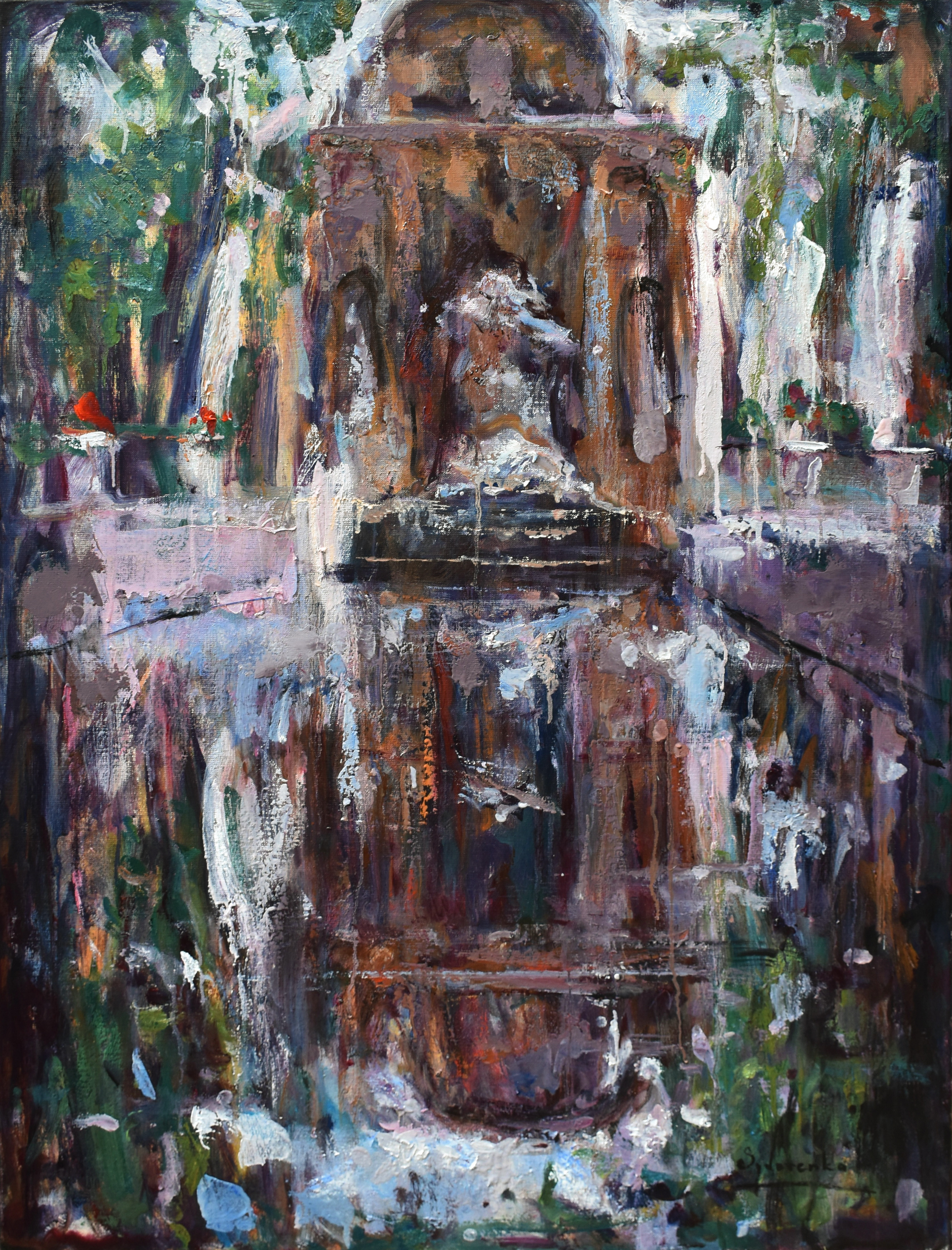
Fontaine Medicis II. Huile sur toile.. Collection privée (2019).

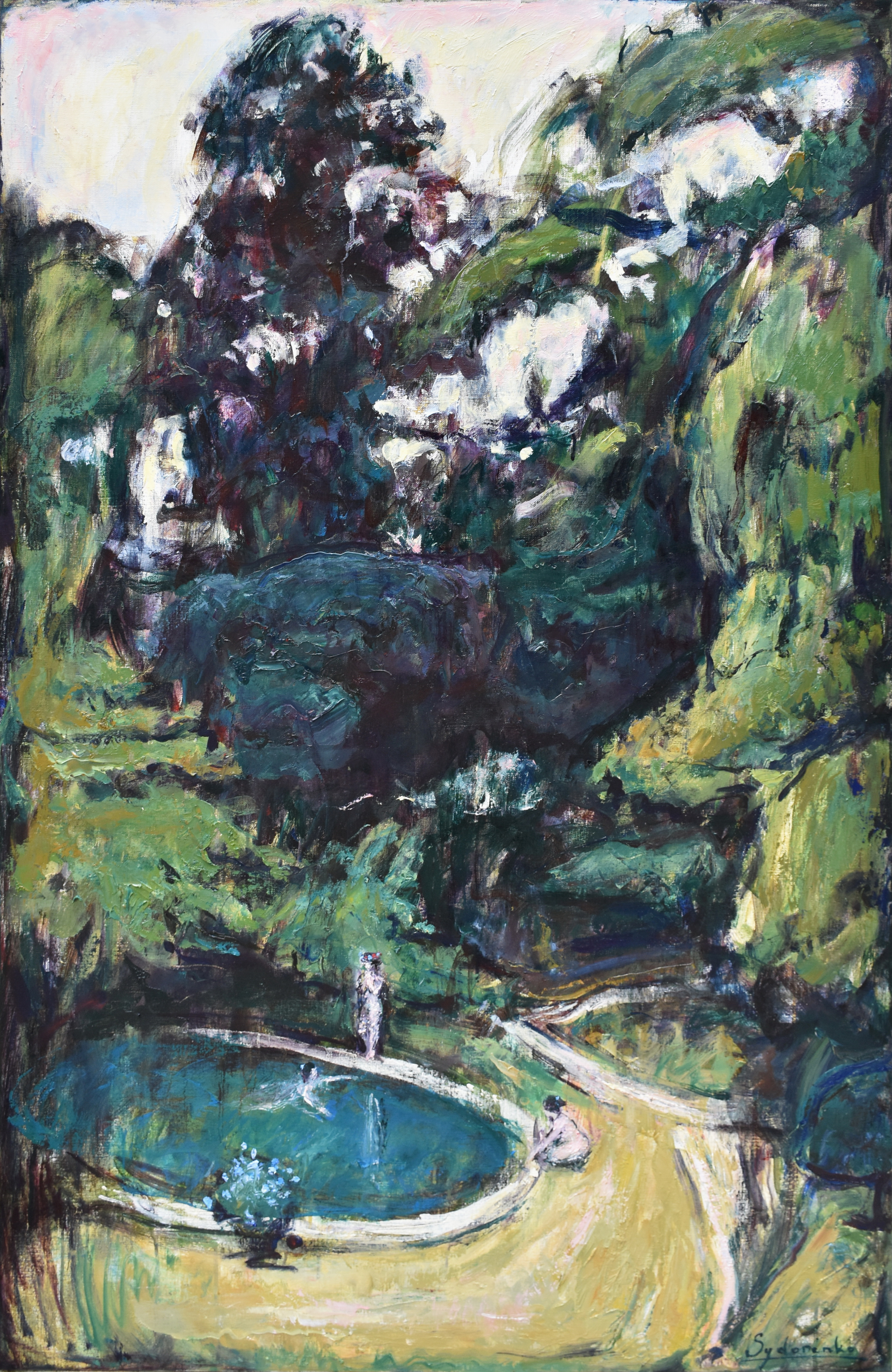
Les Nymphes. Huile sur toile. (2020).

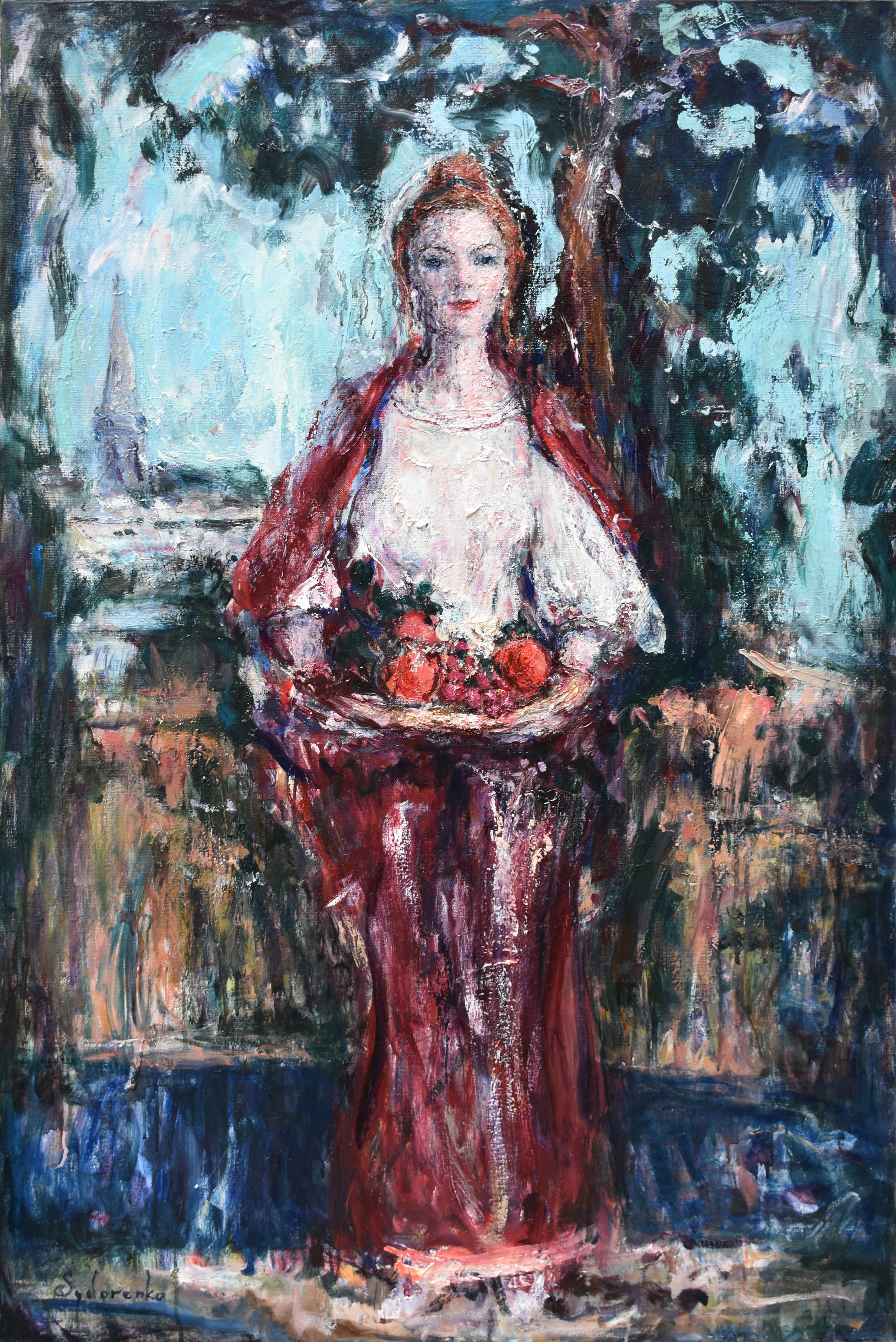
Allégorie de l'Automne. Huile sur toile., Musée des Avelines (2021).

## Œuvres (sélection)
- Les Fleurs du bien, 2018
- L’Étang à Giverny, 2018
- Les Baigneuses, 2019 [15]
- Fontaine Médicis II, 2019
- Les Nymphes, 2020
- Madame, 2020
- Allégorie de l’automne, 2021, collection du Musée des Avelines

## Collections publiques
- la Galerie nationale d'art de Lviv (Ukraine)
- le Musée des Avelines (France)
- le Musée ukrainien à New York (États-Unis)
- l'Université La Salle (Pennsylvanie) (États-Unis)
- le Musée national de Lviv (Ukraine)

## Principales expositions
- 2013 – Salon d'automne, Champs-Élysées, Paris
- 2014 – Exposition collective, Musée national de Lviv, Ukraine[16]
- 2014 – Salon d'automne, Paris
- 2016 – Exposition personnelle « Tête-à-tête », Galerie nationale d'art de Lviv
- 2016 – Exposition collective, Galerie Avs-art, Kiev[17]
- 2016 – Exposition collective, « 19 Beijing Art Fair », Exhibition Centre Hotel, Pékin
- 2017 – Exposition personnelle « Tentation », Fulbright Ukraine, Kyiv
- 2017 – Accrochage, Galerie Les Montparnos, Paris
- 2017 – Projet « Caprices », Centre culturel de l’Ambassade d'Ukraine en France, Paris[18]
- 2017 – Salon d'automne, Paris
- 2019 – Salon « Artcité 2018 », La Halle Roublot, Fontenay-sous-Bois
- 2018 – Projet « Paris », Centre culturel de l'Ambassade d'Ukraine en France, Paris
- 2018 – Salon d'art contemporain « Arami 2018 », Ermont[19]
- 2019 – Exposition personnelle, Mairie du 6e arrondissement de Paris
- 2019 – Exposition collective, Maison des Arts, Antony
- 2019 – Exposition en duo avec Natalia Kruchkevych, Fondation Massé-Trévidy, Plomelin
- 2019 – Exposition personnelle, Galerie Schwab Beaubourg, Paris
- 2019 – Exposition personnelle et collective « Rdv d'Art », Espace Christiane Peugeot, Paris
- 2020 – Exposition personnelle, Crédit mutuel, Conflans-Sainte-Honorine[10]
- 2020 – Exposition collective, Galerie de Bretagne, Quimper[20]
- 2021 – Exposition collective « Les nouveaux horizons de l’art », Espace Art et Liberté, Charenton-le-Pont[21]
- 2021 – Exposition personnelle « Saison dorée », Ambassade d'Ukraine en France, Paris
- 2021 – Salon « Figuration critique », Bastille design centre, Paris
- 2021 – « Les chants des Vallons » exposition personnelle, le Fonds de l'Ermitage, Garches
- 2022 – Art Capital - Salon Comparaisons, Grand Palais, Paris
- 2022 – exposition avec Marc Dailly, galerie Paul Stewart, Paris VI
- 2022 – « Peintres Ukrainiens en Bretagne » exposition en duo, Galerie les Montparnos en partenariat avec Armor Lux, Paris - Quimper
- 2022 – « Même la nuit la plus sombre prendra fin et le soleil se lèvera » exposition en duo avec N.Kruchkevych, Centre culturel de l'Ambassade d'Ukraine en France, Paris VIII
- 2022 – « Influences Anthropocenes » exposition collective, palace Alfred Sommier, Paris VIII
- 2022 – La projection du film de Jean Queyrat « Espoir - Misha Sydorenko » avec la participation de l'historien de l'art Robert Fohr et l'écrivaine Sylvana Lorenz. Accompagner de l'exposition personnelle, Cinéma 7 Parnassiens, Paris XIV
- 2022 – « Espoir » rétrospective en partenariat avec l'Ambassade d'Ukraine en France, Mairie du 6e arrondissement de Paris (salon de vieux Colombier)
- 2023 – Art Capital - Salon Comparaisons, Grand Palais, Paris
- 2023 – « Égéries de Pierre Cardin » exposition collective, Galerie Depardieu, Nice
- 2023 – exposition personnelle, Ambassade d'Ukraine en France, Paris VII
- 2024 – Art Capital - Salon du dessin et de la peinture à l'eau, Grand Palais, Paris
- 2024 – exposition de peinture contemporaine ukrainienne et française organisé par Rotary et l’agence Havas en partenariat avec l'Ambassade d'Ukraine, Centre culturel de l'Ambassade d'Ukraine, Paris VIII
- 2024 – exposition personnelle, banque Crédit Mutuel, Saint Cloud
- 2024 – exposition collective, Espace Landowski, Boulogne Billancourt
- 2025 – Art Capital - Comparaisons, Grand Palais, Paris

## Publications et presse
- « Misha Sydorenko – Références et Itinérance » Robert Fohr, Univers des arts n° 212, été 2023[4]
- « Misha Sydorenko : l'art qui unit l'Ukraine et l'Europe » Radio France internationale 14/07/2023[9]
- « Misha Sydorenko, peintre ukrainien, salué à Paris » Ouest France 27/10/2022[8]
- « Misha Sydorenko - Le Sens du Sacré » Thibaud Josset, Univers des arts n° 206, printemps 2022[13]
- « Le Sénat accueille la nature avec les prix du Fonds culturel de l’Ermitage» Art Absolument 24/10/2022[22]
- « Une peinture ukrainienne fougueuse à Armor Lux » Ouest France 30/07/2022
- « Liberté – Ukraine » Miroir de l’art, hors-série n° 5, 06/2022
- « L'art doit donner de l'espoir » - l'entretien Le jour 117-118 (2021), Kiev (en ukrainien)[12]
- « Une nouvelle page de la diplomatie culturelle ukrainienne en France » - l'article Le jour 117-118, (2021) Kiev (en ukrainien)[23]
- Misha Sydorenko « Dame », Lot no 82, Gazette Drouot no 28, 16/07/2021 [24]
- « Misha Sydorenko – Les chants des vallons », Aralya 8 juillet 2021[25]
- Exposition personnelle Saison dorée, Ambassade d'Ukraine en France, Aralya 30/09/2020[26]
- « Le romantisme ukrainien s’expose à Kerbernez » Ouest France 12/07/2019[14]
- « Une explosion de formes et de couleurs » Le Télégramme 14/07/2019
- « Postclassical auto-reflections » The Day 31/05/2017, Kiev[18]
- Art Culture France [27]
- « Tête-à-tête avec Mykhailo Sydorenko », The Day, 17/02/2016, Kyiv[3]
- Hauts-de-Seine, no 66 [28]
- Catalogue Artcité 2018 [29]
- « The prints of travels », The Day 7/06/2016, Kyiv[17]
- « Seeing in its own nature » exposition au Musée national de Lviv, The Day 5/11/2014, Kiev[16]

### Filmographie
- Un court métrage de Jean Queyrat Espoir, Misha Sydorenko avec la participation de l'écrivaine Sylvana Lorenz, projeté au cinéma Les 7 Parnassiens en 2022  (bande annonce).
- L'entretien Misha Sydorenko : l'art qui unit l'Ukraine et l'Europe, Radio France internationale, 14/07/2023 (en ukrainien).

### Illustrations
- Irina Glotova, Travellog. Style Twin Peaks, livre, œuvre de Misha Sydorenko (Sur le pont, huile sur toile) en couverture, 2017 [32]
- J.S. Dekkers, Tolerance and Immune Regulation in Rheumatoid Arthritis, livre, œuvre de Misha Sydorenko (Au miroir, huile sur toile) en couverture, 2019 [33]